# Pristiphora glauca
Pristiphora glauca är en stekelart som beskrevs av Benson 1954. Pristiphora glauca ingår i släktet Pristiphora, och familjen bladsteklar. Arten är reproducerande i Sverige.